# Loutouhyne
Loutouhyne (en ukrainien : Лутугине, en russe : Лутугино, Loutouguino) est une ville de l'oblast de Louhansk, en Ukraine, et le centre administratif du raïon de Loutouhyne. Sa population s'élevait à 17 989 habitants en 2013.

## Géographie
Loutouhyne est située sur la rive droite de la rivière Olkhovoï, à 21 km au sud-ouest de Louhansk, en Ukraine.

## Histoire
La ville naît à l'époque de l'industrialisation de la Russie, à la fin du XIXe siècle. Les richesses de la région (charbon, chaux et sable) attirent l'attention de capitalistes russes et étrangers. Une gare ferroviaire est ouverte ainsi qu'une usine sidérurgique de laminage. Elle est d'abord nommée Chmidtovka (en russe : Шмидтовка) d'après l'homme d'affaires allemand Schmidt. En 1925, elle est renommée Loutouguino, en l'honneur du célèbre géologue russe Leonid Ivanovitch Loutouguine (1864-1915). Dans les années qui précèdent la guerre, l'apparence de la ville change grâce à la création de nouvelles rues et à l'électrification. Au cours de la Seconde Guerre mondiale, 1 217 habitants de Loutouhyne combattent sur le front. La période d'après-guerre est caractérisée par le développement de l'industrie, la construction de logements et d'établissements culturels. En 1965, Loutouhyne reçoit le statut de ville. Elle fut le cadre de combats de juillet à septembre 2014 pendant la guerre du Donbass.
Depuis 2015, Loutouhyne est administrée au sein de la république populaire de Lougansk.

## Symboles
Les armoiries de Loutouhyne, adoptées en 2002, rappellent le passé de la ville. Les couleurs noir, jaune et rouge soulignent la contribution belge à la naissance de l'exploitation du charbon et de l'industrie sidérurgique à Loutouhyne à la fin du XIXe siècle. Les lignes ondulées symbolisent la structure géologique de la région, dont les couches de charbon, calcaire, sable et argile ont été étudiées par le géologue Loutouguine, qui a donné son nom à la ville. La colonne crantée au centre évoque une des productions de l'industrie locale, les cylindres de laminage, et les deux pics de mineur l'exploitation du charbon.

## Population
| 1939   | 1959    | 1970    | 1979    | 1989    |
| ------ | ------- | ------- | ------- | ------- |
| 4 168* | 11 375* | 13 878* | 15 572* | 18 973* |

| 2001    | 2010   | 2011   | 2012   | 2013   |
| ------- | ------ | ------ | ------ | ------ |
| 18 833* | 18 241 | 18 107 | 18 078 | 17 989 |

## Économie
La principale entreprise de Loutouhyne est la société Loutouguinski gossoudarstvenny naoutchno-proïzvodstvenny valkovy kombinat (LGNPVK) (en russe : Лутугинский государственный научно-производственный валковый комбинат — ЛГНПВК), qui fabrique des cylindres de laminage en fonte pour l'industrie sidérurgique.

## Transports
Loutouhyne se trouve à 21 km de Louhansk par la route.